# Antoni Castejón y Barrios
Antoni Castejón y Barrios (Hospitalet de Llobregat, 14 de septiembre de 1947-Barcelona, 4 de julio de 1988) fue el primer meteorólogo en dar la información del tiempo en catalán por televisión, retomando la línea iniciada por el doctor Eduard Fontserè y Riba cincuenta años atrás en Ràdio Barcelona.
Castejón se inició en el campo de la meteorología en el entonces Servicio Meteorológico Nacional de España el 1 de septiembre de 1965, donde estuvo hasta 1977 haciendo de observador en la oficina del Aeropuerto del Prat. En 1978 entró en el circuito catalán de TVE gracias al informativo nocturno llamado Crónica 2 y desde sus inicios (1983) formó parte del equipo de TV3. También colaboró en varias emisoras de radio: RNE, Radio Peninsular, Ràdio 4, Cadena 13, etc. Gracias a él la información meteorológica en la TV alcanzó un muy buen nivel, debido a su divulgación meteorológica con rigurosidad científica.
Castejón hizo que el espacio de El Tiempo de TV3 fuera líder en la normalización lingüística del catalán en el campo de la meteorología; para ello empleó desde los inicios términos específicos y técnicos que más tarde adoptaron estudiosos de la meteorología en Cataluña.